# 全媒體大開講
《全媒體大開講》（英语：Omni Talk）是香港凤凰卫视制作的一档新闻资讯节目，也是凤凰卫视第一档全媒体互動节目、凤凰卫视中文台晚间首档新闻资讯节目；香港时间2015年1月1日18:00起在凤凰卫视中文台直播，並取代了《娛樂大風暴》、《全媒體全時空》及《時事開講》三個節目。
本節目自2015年5月至12月由加多寶冠名贊助。
2021年8月開始，新闻部停止參與製作本節目，改於北京站由2015年中華小姐環球大賽冠亞軍郭洋子、吳韋葶任主持，並於年末起便停播（以《亚洲财经透视》替代）。

## 播出时间

### 首播
凤凰卫视中文台、凤凰新媒体、凤凰URadio综合台：香港时间周一至周五18：00播出（春節暫停），每期节目时长为75分钟（含广告）。

### 重播
| 频道             | 重播时间                                                 |
| ---------------- | -------------------------------------------------------- |
| 凤凰卫视中文台   | 香港时间周二至周六00：30-01：50                          |
| 凤凰卫视美洲台   | 美国西岸时间周一至周五10:35-11:55、周二至周六02:10-03:30 |
| 凤凰卫视欧洲台   | 伦敦时间周二至周六16：40-18：00、周二至周六04:00-05:20   |
| 凤凰卫视澳洲版   | 悉尼时间周二至周六03：40-05：00、15:00-16:20             |
| 凤凰URadio综合台 | 香港时间周二至周六05:00-06:30                            |

## 主持人

### 評論員
- 鄭浩（首播時）
- 杜平
- 何亮亮

### 电视
- 陈淑琬（兼节目总制作人）
- 万俊（常任）
- 田川（常任）
- 林玮婕
- 竹幼婷（前任高級主播）
- 安东
- 任韧（首席主播，其他均為高級主播）
- 李科夫
- 黄橙子（前任高級主播）
- 王峰
- 饒祥以

### 广播
- Benson
- 雷劍濤
- 楊文杏